# Kola Donja
Kola Donja (cyr. Кола Доња) – wieś w Bośni i Hercegowinie, w Republice Serbskiej, w mieście Banja Luka. W 2013 roku liczyła 413 mieszkańców.